# Аксютинская
Аксютинская — упразднённая деревня в Тарногском районе Вологодской области. Входила в состав Верховского сельского поселения, с точки зрения административно-территориального деления — в Верховский сельсовет. В 2024 году включена в состав села Верховский Погост и исключена из учётных данных.

## География
Расстояние по автодороге до районного центра Тарногского Городка — 42 км, до центра муниципального образования Верховского Погоста — 1 км.

## Население
| 2010 |
| ---- |
| 3    |

По переписи 2002 года население — 1 человек.